# IC 380
IC 380 — галактика типу SBbc (компактна витягнута галактика) у сузір'ї Ерідан.
Цей об'єкт міститься в оригінальній редакції індексного каталогу.